# Virgen de la Estrella (Coria del Río)
La Virgen de la Estrella Coronada es una advocación mariana venerada en el pueblo andaluz de Coria del Río, Sevilla (España).
Su fiesta es celebrada por la Iglesia católica en el día 8 de septiembre, día del nacimiento de la Virgen, con una procesión por las calles de Coria del Río.

## Historia

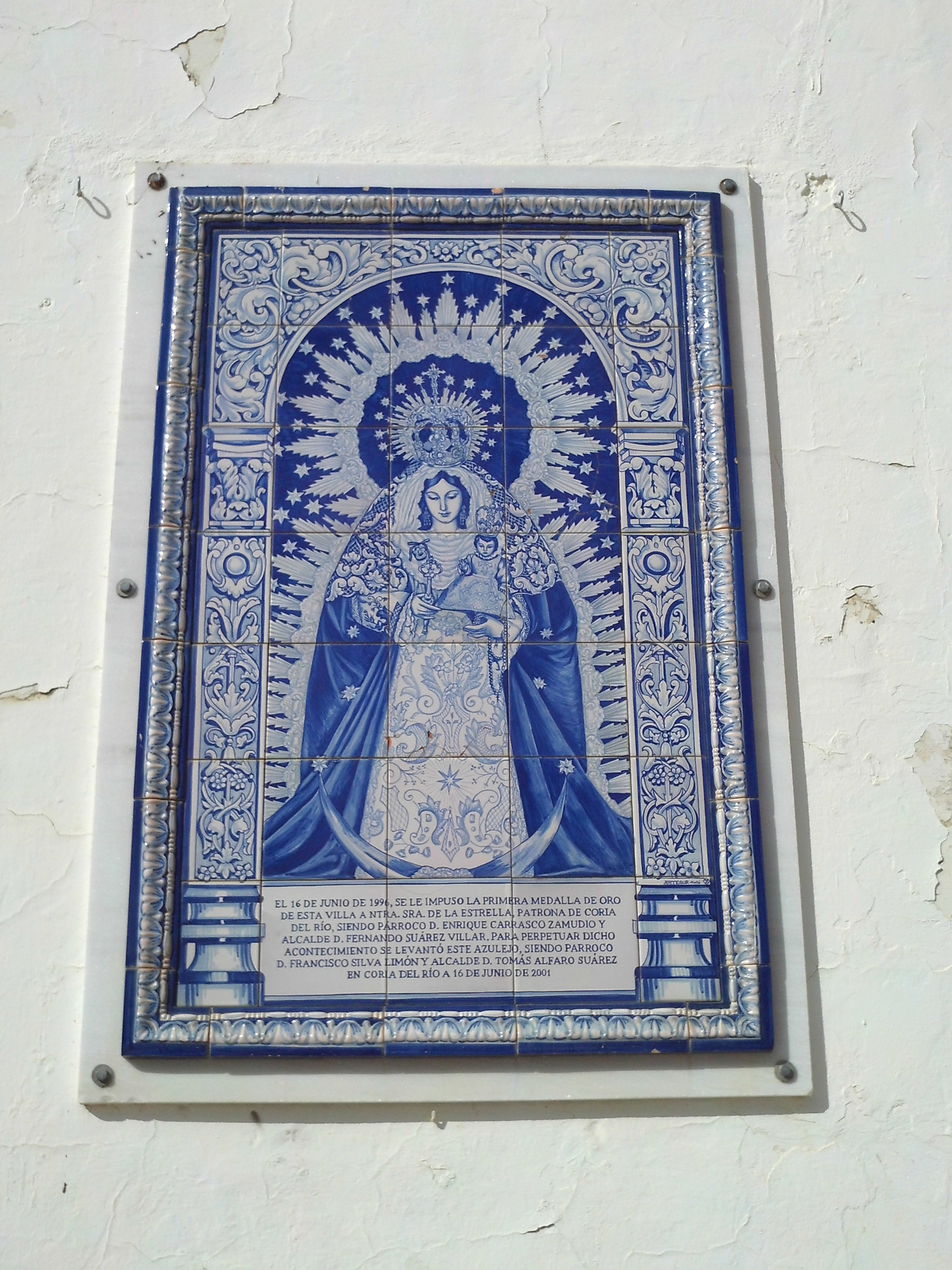
Azulejo de la Virgen de la Estrella Coronada.

En su origen se tuvo lugar en 1937 cuando el imaginero Castillo Lastrucci realizó su obra y fue adquirida por la Hermandad en ese año. Durante la desaparición de la imagen anterior en las revueltas ocasionadas durante la guerra civil española.
En ese mismo año se compra también el actual retablo donde se venera y el paso de madera dorada en el que todavía procesiona, que anteriormente perteneció a Nuestra señora de las Nieves de Santa María la Blanca de Sevilla.
Entre los acontecimientos más importantes acaecidos en relación con esta imagen destacan:
- El 16 de junio de 1966 le fue impuesta la primera Medalla de Oro de la localidad, en un emotivo acto que se llevó a cabo en el paseo Martínez de León.
- El 21 de junio de 2025 fue coronada canónicamente por el arzobispo de Sevilla, José Ángel Saiz Meneses.

- Datos: Q85879255